# Dominik Figurny
Dominik Figurny ( 29. července 1909, Horní Suchá – 13. října 2000, Karviná) byl český malíř polské národnosti, absolvent Akademie výtvarných umění v Krakově. Jeho dílo je spojeno s Těšínskem a hlavně Zaolžím.

## Životopis
Dominikův otec, Walenty, pracoval v Dole Barbara v Karviné jako tesař. Přišel do Karviné za prací z východní Galicie. Matka Joanna, rozená Buławová, pocházela ze Stonavy. Po ukončení základní školy v Horní Suché studoval na Polském reálném gymnáziu v Orlové, kde maturoval v roce 1931. Již během studií se projevily jeho umělecké sklony k malířství, za podpory učitelů kreslení Gustawa Fierly a Karoa Piegzy. S jejich tichým svolením Dominik maloval kopie obrazů Jana Matejky a Wojciecha Kossaka. Tím si částečně vydělával na další studium. V roce 1934 začal studovat na Akademii výtvarných umění v Krakově u Kazimierze Sichulského, Władysława Jarockého a Józefa Mehoffera. Figurny vynikal především usilovností, kreslil a maloval i 12 hodin denně. Akademii absolvoval v roce 1939. Válka bohužel zmařila Dominikovy plány dalšího vzdělávání v Paříži. Během války byl železničářem v Zebrzydowicích. Po válce začal pracovat jako učitel na polské základní škole ve Fryštátě. Více než deset let vyučoval kresbu, deskriptivní geometrii a někdy i biologii. Ze zdravotních důvodů odešel v roce 1959 do důchodu.
Před vypuknutím 2. světové války se Dominik Figurny stal spoluzakladatelem a členem Slezské literární a umělecké asociace v Českém Těšíně (SZLA). V roce 1947 byl přijat do Svazu polských umělců v pobočce Katovice. Toto členství málo využíval a po několika letech přestal kontaktovat uměleckou komunitu v Katovicích. Od obnovení činnosti bývalé SZLA ve formě Literární a umělecké sekce (SLA) v Polském kulturně-osvětovém svaze v České republice v Českém Těšíně působil v této sekci, účastnil se výstav, soutěží a seminářů. Od roku 1936 prezentoval svá díla na mnoha výstavách:
- Samostatné výstavy byly v roce 1936 v Krakově, v roce 1970 v Českém Těšíně a v roce 1999 v Karviné

- Výstavy v rámci SLA – Český Těšín (1937, 1948, 1962, 1965, 1967, 1977, 1982)
- Karviná (1950, 1959)
- Havířov (1982)
- Výstavy umělců z Karviné - Karviná (1961, 1966, 1980, 1981, 2016)
- Výstavy v Polsku - Golub-Dobrzyń (1972), Cieszyn (1972), Varšava a Krakov (1979 - výstava děl autorů SLA), Opole (1980)
- Výstava v Praze (1978) - prezentace prací polských umělců z Zaolží.

Dominik Figurny byl krajinář. Jeho obrazy jsou malovány pastelovými barvami - slunná krajina, nejčastěji z okolí Karviné a Beskyd. Je obdivován pro respekt k barvě a pro jemnost malování. Obrazy se divákovi nevnucují, ale přitahují svou jemností a klidem, jsou odrazem umělcova charakteru a duše. Ze soutěží obdržel několik ocenění a vyznamenání. Aktivně se podílel na obnově kulturních památek města Krakova, za což obdržel písemné poděkování z Krakovského historického restaurátorského výboru. I když nikdy nestál v čele slezského umění, patřil beze sporu k zajímavým tvůrcům.